# Wortegem-Petegem
Wortegem-Petegem is een gemeente in de Belgische provincie Oost-Vlaanderen. De gemeente telt ruim 6.000 inwoners. Wortegem-Petegem ligt op de linkeroever van de Schelde, tussen de stad Oudenaarde en de provincie West-Vlaanderen.

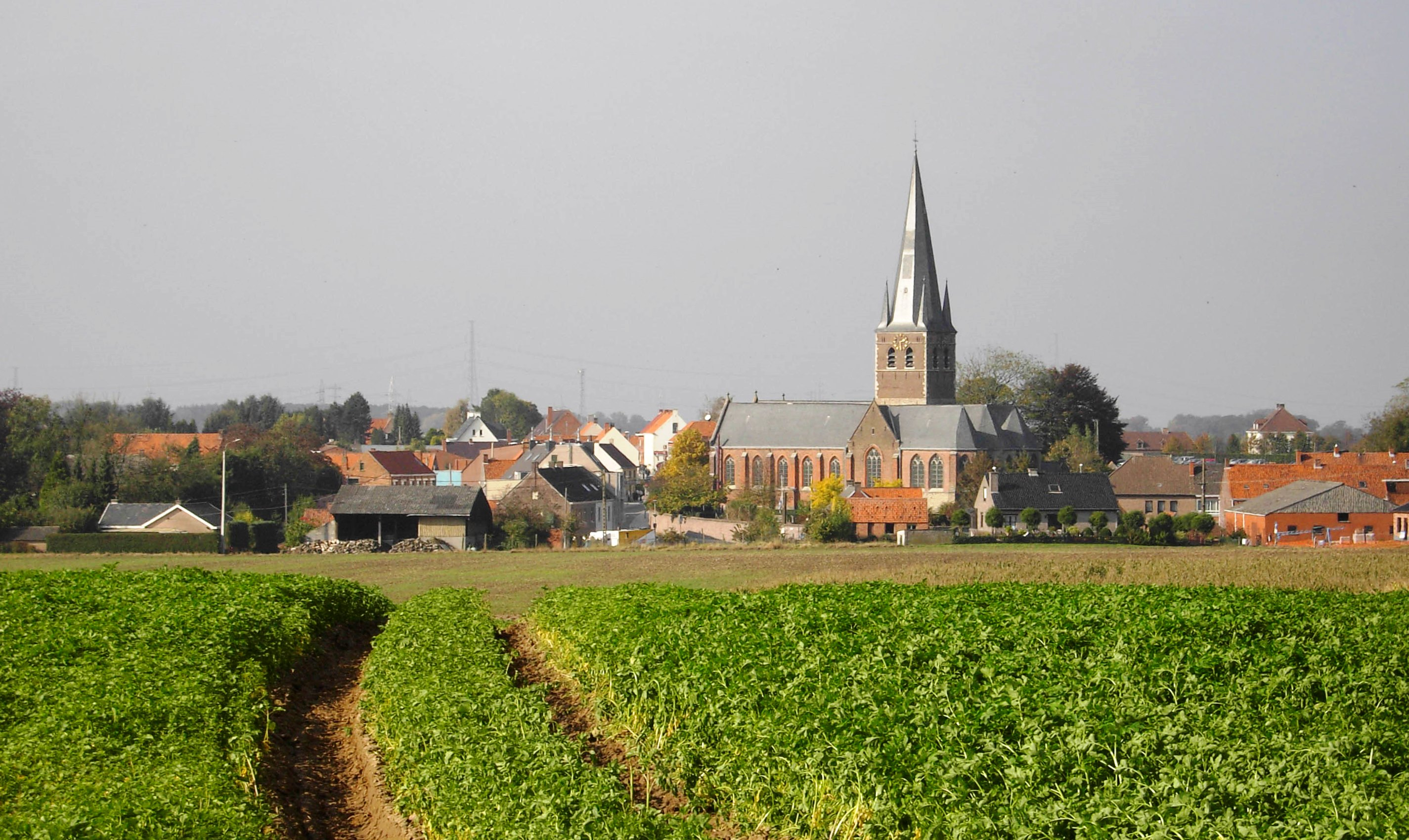
Gezicht op Wortegem

## Kernen
De fusiegemeente Wortegem-Petegem bestaat uit de deelgemeenten Elsegem, Moregem, Petegem-aan-de-Schelde, Wortegem en Ooike. Petegem en Elsegem liggen aan de Schelde; Moregem, Ooike en Wortegem liggen iets meer naar het noorden. Een deel van de vroegere gemeente Ooike behoort tegenwoordig tot Oudenaarde. Het gemeentehuis van de fusiegemeente bevindt zich in Wortegem.

### Deelgemeenten
|   | Naam                   | Opp. (km²) | Inwoners (2020) | Inwoners per km² | NIS-code |
| - | ---------------------- | ---------- | --------------- | ---------------- | -------- |
| 1 | Petegem-aan-de-Schelde | 11,74      | 2.075           | 177              | 45061A   |
| 2 | Wortegem               | 15,78      | 2.079           | 132              | 45061B   |
| 3 | Moregem                | 4,12       | 409             | 99               | 45061C   |
| 4 | Ooike                  | 4,67       | 700             | 150              | 45061C8  |
| 5 | Elsegem                | 6,14       | 1.132           | 184              | 45061D   |

## Demografie

### Demografische evolutie voor de fusie
- Bron:NIS - Opm:1831 t/m 1961=volkstellingen op 31 december

### Demografische ontwikkeling van de fusiegemeente
Alle historische gegevens hebben betrekking op de huidige gemeente, inclusief deelgemeenten, zoals ontstaan na de fusie van 1 januari 1965.
- Bronnen:NIS, Opm:1831 tot en met 1981=volkstellingen; 1990 en later= inwonertal op 1 januari

| Inwoners van jaar tot jaar op 1 januari 1992 tot heden | Inwoners van jaar tot jaar op 1 januari 1992 tot heden | Inwoners van jaar tot jaar op 1 januari 1992 tot heden |
| jaar                                                   | Aantal                                                 | Evolutie: 1992=index 100                               |
| ------------------------------------------------------ | ------------------------------------------------------ | ------------------------------------------------------ |
| 1992                                                   | 5.879                                                  | 100,0                                                  |
| 1993                                                   | 5.926                                                  | 100,8                                                  |
| 1994                                                   | 5.977                                                  | 101,7                                                  |
| 1995                                                   | 5.978                                                  | 101,7                                                  |
| 1996                                                   | 6.010                                                  | 102,2                                                  |
| 1997                                                   | 6.051                                                  | 102,9                                                  |
| 1998                                                   | 6.085                                                  | 103,5                                                  |
| 1999                                                   | 6.074                                                  | 103,3                                                  |
| 2000                                                   | 6.071                                                  | 103,3                                                  |
| 2001                                                   | 6.029                                                  | 102,6                                                  |
| 2002                                                   | 6.009                                                  | 102,2                                                  |
| 2003                                                   | 5.984                                                  | 101,8                                                  |
| 2004                                                   | 5.967                                                  | 101,5                                                  |
| 2005                                                   | 5.929                                                  | 100,9                                                  |
| 2006                                                   | 5.977                                                  | 101,7                                                  |
| 2007                                                   | 6.085                                                  | 103,5                                                  |
| 2008                                                   | 6.138                                                  | 104,4                                                  |
| 2009                                                   | 6.300                                                  | 107,2                                                  |
| 2010                                                   | 6.264                                                  | 106,5                                                  |
| 2011                                                   | 6.273                                                  | 106,7                                                  |
| 2012                                                   | 6.275                                                  | 106,7                                                  |
| 2013                                                   | 6.310                                                  | 107,3                                                  |
| 2014                                                   | 6.323                                                  | 107,6                                                  |
| 2015                                                   | 6.332                                                  | 107,7                                                  |
| 2016                                                   | 6.326                                                  | 107,6                                                  |
| 2017                                                   | 6.399                                                  | 108,8                                                  |
| 2018                                                   | 6.440                                                  | 109,5                                                  |
| 2019                                                   | 6.397                                                  | 108,8                                                  |
| 2020                                                   | 6.395                                                  | 108,8                                                  |
| 2021                                                   | 6.445                                                  | 109,6                                                  |
| 2022                                                   | 6.517                                                  | 110,9                                                  |
| 2023                                                   | 6.552                                                  | 111,4                                                  |
| 2024                                                   | 6.552                                                  | 111,4                                                  |
| 2025                                                   | 6.545                                                  | 111,3                                                  |

## Bezienswaardigheden

### Historische hoeven
- Hof ter Walem, Kleistraat, Wortegem
- Hoeve Normandie, Kortrijkstraat, Elsegem
- Hof Van den Bogaerde, Bavegemstraat, Ooike
- Hoeve ter Beeck, Zwalmstraat, Elsegem

### Kastelen
- Oud-Moregemkasteel, Stuivenbergstraat, Wortegem
- Nieuw Kasteel van Petegem
- Oud Kasteel van Petegem, Kortrijkstraat ; golfterrein van de Golf & Countryclub Oudenaarde
- Domein de Ghellinck
- Kasteel van Moregem, Heerbaan, Moregem
- Kasteel Ter Beck, Elsegem
- Abdij van Beaulieu

### Musea
- Hambosmuseum, Rijborgstraat 7, Wortegem; (Heemkunde)
- Robert Herberigsmuseum, Koetshuis van het Domein De Ghellinck; (museum in opbouw)

### Natuurgebieden
- Langemeersen
- Bouvelobos
- Oud-Moregembossen
- Het Anker

### Moregem
- Moregem: het geklasseerd dorpje heeft een oude geschiedenis (10de eeuw). De kerk en omgeving zijn als monument en landschap beschermd.

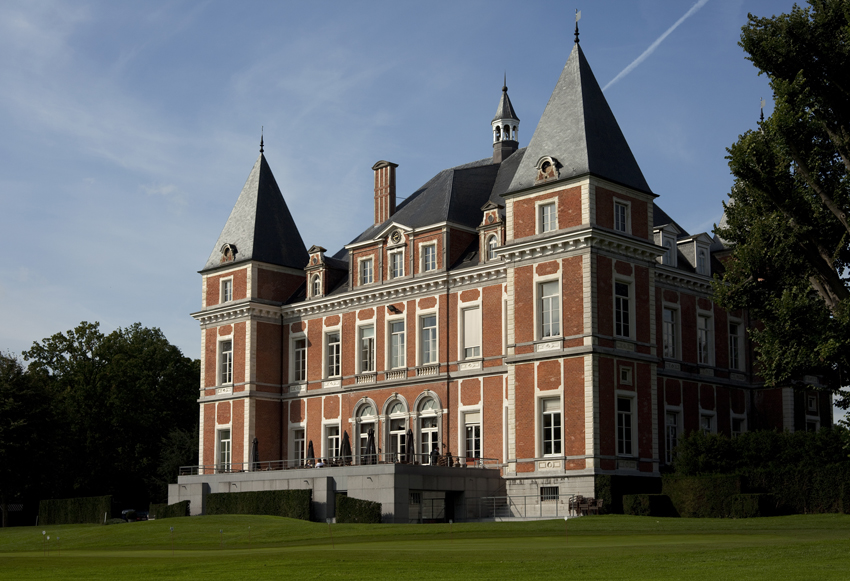
Nieuw Kasteel van Petegem
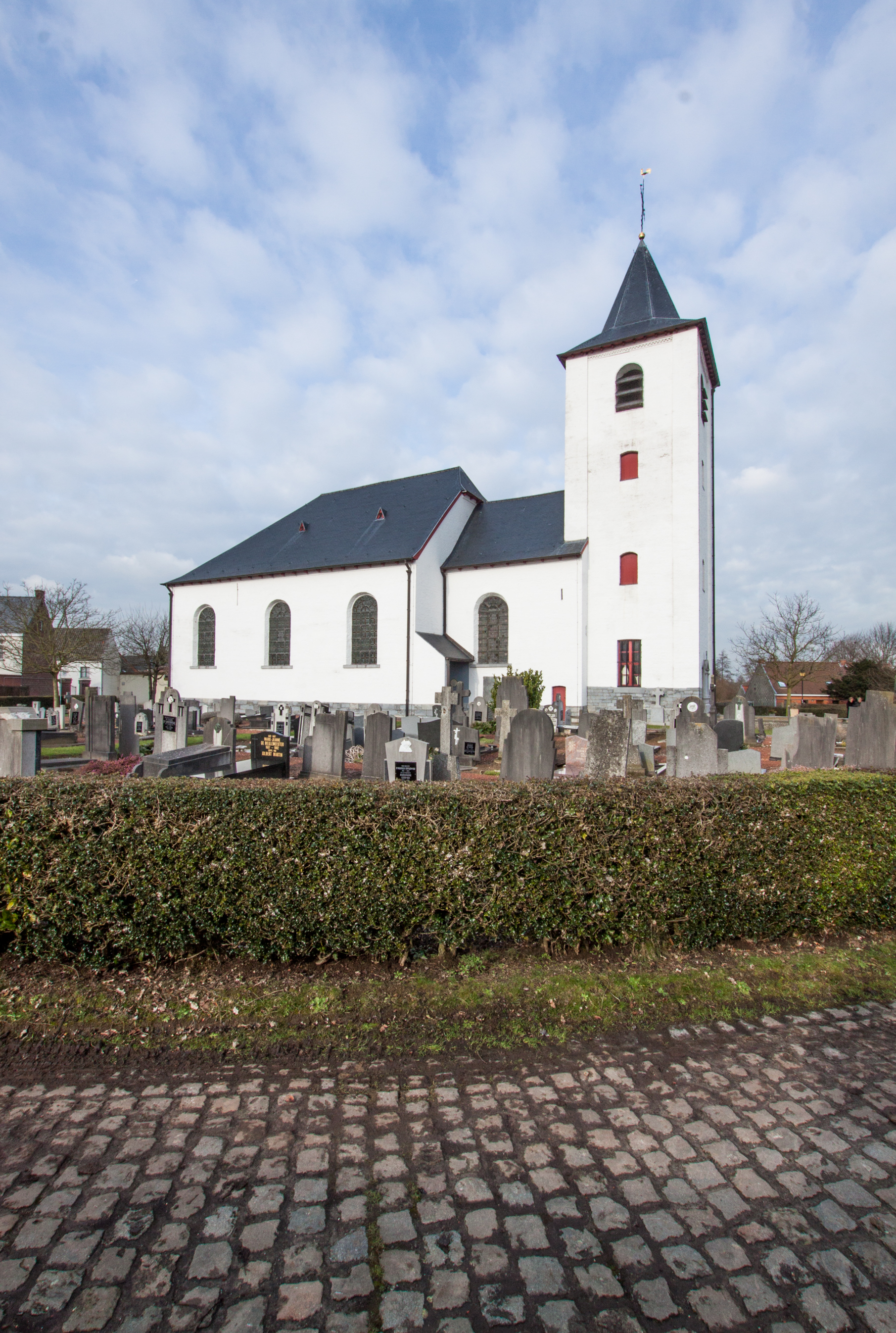
Moregem
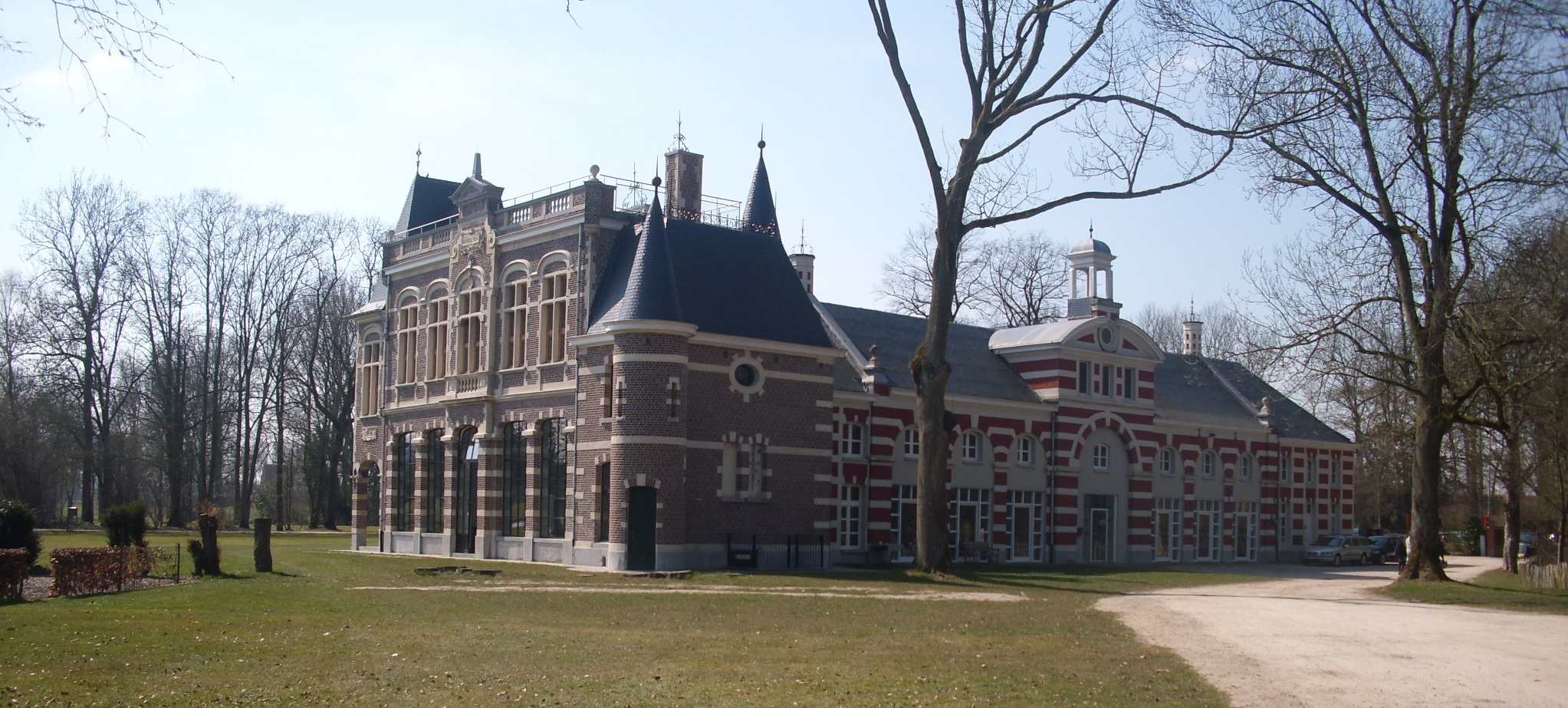
Domein de Ghellinck
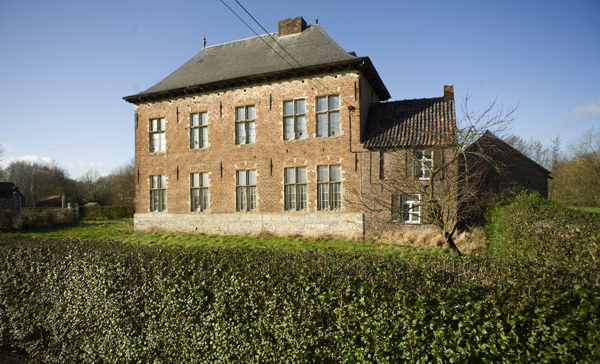
Abdij van Beaulieu
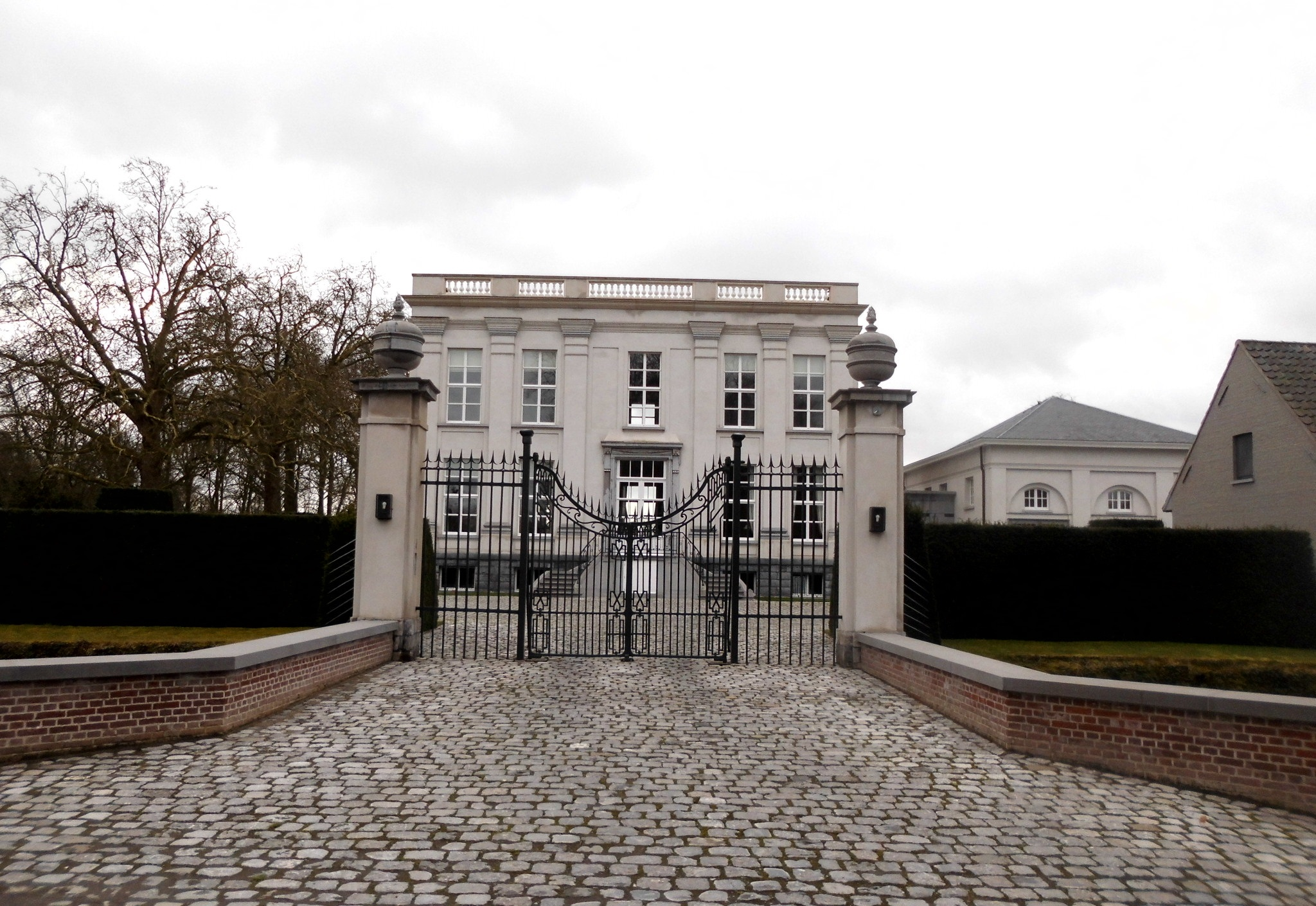
Oud Kasteel van Petegem
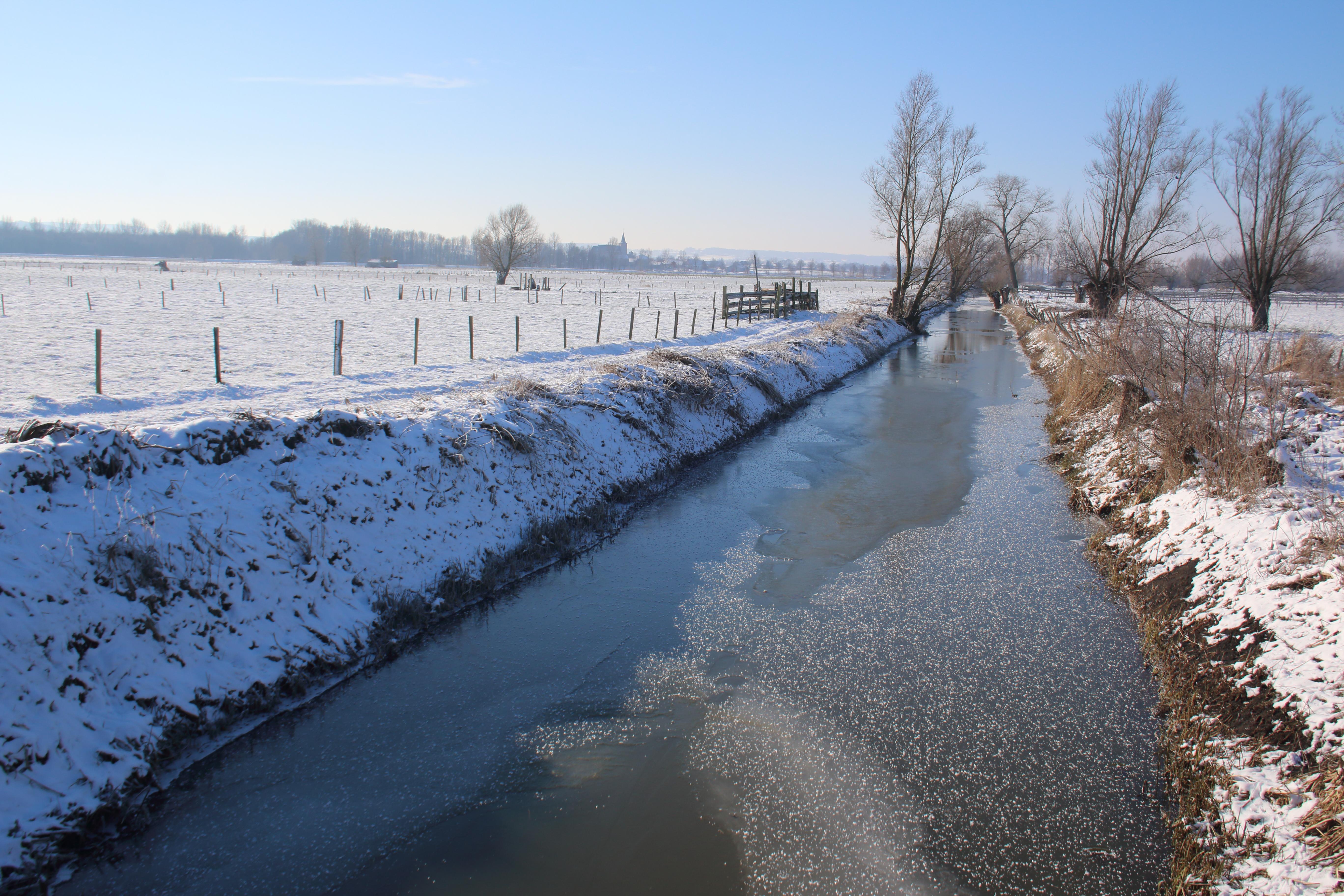
Langemeersen

## Politiek

### Structuur
De gemeente Wortegem-Petegem ligt in het kieskanton Oudenaarde in het provinciedistrict Oudenaarde, het kiesarrondissement Aalst-Oudenaarde en de kieskring Oost-Vlaanderen.
| Wortegem-Petegem | Wortegem-Petegem | Supranationaal         | Nationaal                         | Nationaal                 | Gemeenschap               | Gewest                    | Provincie                 | Arrondissement   | Provinciedistrict | Kanton          | Gemeente         |
| ---------------- | ---------------- | ---------------------- | --------------------------------- | ------------------------- | ------------------------- | ------------------------- | ------------------------- | ---------------- | ----------------- | --------------- | ---------------- |
| Administratief   | Niveau           | Europese Unie          | België                            | België                    | Vlaanderen                | Vlaanderen                | Oost-Vlaanderen           | Oudenaarde       | Oudenaarde        | Oudenaarde      | Wortegem-Petegem |
| Administratief   | Bestuur          | Europese Commissie     | Belgische regering                | Belgische regering        | Vlaamse regering          | Vlaamse regering          | Deputatie                 | Deputatie        | Deputatie         | Deputatie       | Gemeentebestuur  |
| Administratief   | Raad             | Europees Parlement     | Kamer van volksvertegenwoordigers | Vlaams Parlement          | Vlaams Parlement          | Vlaams Parlement          | Provincieraad             | Provincieraad    | Provincieraad     | Provincieraad   | Gemeenteraad     |
| Kiesomschrijving | Kiesomschrijving | Nederlands Kiescollege | Kieskring Oost-Vlaanderen         | Kieskring Oost-Vlaanderen | Kieskring Oost-Vlaanderen | Kieskring Oost-Vlaanderen | Kieskring Oost-Vlaanderen | Aalst-Oudenaarde | Oudenaarde        | Oudenaarde      | Wortegem-Petegem |
| Verkiezing       | Verkiezing       | Europese               | Federale                          | Federale                  | Vlaamse                   | Vlaamse                   | Provincieraads-           | Provincieraads-  | Provincieraads-   | Provincieraads- | Gemeenteraads-   |

Burgemeesters waren:
- 1983-1988 : Lucien Vandenborre
- 1989-1994: Daniël Delmulle
- 1995-2007 : Johan Delmulle
- 2007-... : Luc Vander Meeren

#### 2024-2030
Burgemeester sinds 2007 is Luc Vander Meeren (Open Vld) van Team Burgemeester, die daarmee aan zijn 4e opeenvolgende ambtstermijn toe is. Deze partij heeft de meerderheid met 10 op 17 zetels. 

### Resultaten gemeenteraadsverkiezingen sinds 1976
| Partij of kartel     | Partij of kartel                                          | 10-10-1976 | 10-10-1976 | 10-10-1982 | 10-10-1982 | 9-10-1988 | 9-10-1988 | 9-10-1994 | 9-10-1994 | 8-10-2000 | 8-10-2000 | 8-10-2006* | 8-10-2006* | 22-4-2007* | 22-4-2007* | 14-10-2012 | 14-10-2012 | 14-10-2018 | 14-10-2018 | 13-10-2024 | 13-10-2024 |
| Stemmen / Zetels     | Stemmen / Zetels                                          | %          | 17         | %          | 17         | %         | 17        | %         | 17        | %         | 17        | %          | 17         | %          | 17         | %          | 17         | %          | 17         | %          | 17         |
| -------------------- | --------------------------------------------------------- | ---------- | ---------- | ---------- | ---------- | --------- | --------- | --------- | --------- | --------- | --------- | ---------- | ---------- | ---------- | ---------- | ---------- | ---------- | ---------- | ---------- | ---------- | ---------- |
|                      | SP1/ sp.a2/ Vooruit3                                      | 13,671     | 2          | 14,861     | 2          | 21,711    | 3         | 20,31     | 3         | 14,911    | 2         | 10,772     | 1          | 10,62      | 1          | 8,012      | 0          | 10,512     | 1          | 13,43      | 1          |
|                      | CTL1/ VLD2/ Open Vld3/ Team Burgemeester4                 | 41,971     | 8          | 46,971     | 8          | 38,031    | 7         | 38,612    | 7         | 47,122    | 8         | 39,132     | 8          | 48,23      | 9          | 50,163     | 10         | 52,563     | 11         | 54,54      | 10         |
|                      | CVP1/ W.P.ZOOO2/ CD&V3/ N-VA Samen cd&vA                  | 38,881     | 7          | 38,181     | 7          | 38,081    | 7         | 41,092    | 7         | 37,972    | 7         | 15,663     | 2          | 13,53      | 2          | 15,713     | 2          | 11,433     | 1          | 32,1A      | 6          |
|                      | W.P.ZOOO2/ WP20003/ N-VA4/ N-VA/WP20005/ N-VA Samen cd&vA | -          |            | -          |            | -         |           | 41,092    | 7         | 37,972    | 7         | 34,443     | 6          | 27,83      | 5          | 25,674     | 5          | 25,505     | 4          | 32,1A      | 6          |
| Anderen(**)          | Anderen(**)                                               | 5,48       | 0          | -          |            | 2,17      | 0         | -         |           | -         |           | -          |            | -          |            | -          |            | -          |            | -          |            |
| Totaal stemmen       | Totaal stemmen                                            | 3978       | 3978       | 4192       | 4192       | 4302      | 4302      | 4460      | 4460      | 4585      | 4585      | 4648       | 4648       |            |            | 4796       | 4796       | 4768       | 4768       | 3739       | 3739       |
| Opkomst %            | Opkomst %                                                 |            |            |            |            | 98,13     | 98,13     | 96,06     | 96,06     | 97,57     | 97,57     | 97,18      | 97,18      |            |            | 95,76      | 95,76      | 96,85      | 96,85      | 72,5       | 72,5       |
| Blanco en ongeldig % | Blanco en ongeldig %                                      | 1,41       | 1,41       | 2,53       | 2,53       | 2,58      | 2,58      | 3,14      | 3,14      | 2,75      | 2,75      | 2,39       | 2,39       |            |            | 2,44       | 2,44       | 2,57       | 2,57       | 1,2        | 1,2        |

De zetels van de gevormde coalitie staan vetjes afgedrukt. De grootste partij is in kleur.

(*) Herverkiezing na klacht bij Raad van State

(**) 1976: X (5,48%) / 1988: VRIJ (2,17%) 

### Toelichtingen

#### Verkiezingen 9 oktober 1994
Voor W.P.ZOOO kwam voor het eerst Johan Delmulle op in opvolging van zijn oom Daniël Delmulle. De coalitie werd gevormd tussen W.P.ZOOO en VLD met 14 van de 17 zetels.
Het gemeentebestuur op datum 1994:
- Johan Delmulle, W.P.ZOOO, burgemeester,
- Nicole Verstraeten, W.P.ZOOO, tweede schepen,
- Dirk Lelieur, W.P.ZOOO, vierde schepen,
- Johan Pameleire, VLD, derde schepen,
- Marnix Vervaeck, VLD, eerste schepen,
- Etienne Cousaert, VLD, Voorzitter OCMW

#### Verkiezingen 8 oktober 2000
WP veranderde zijn naam in WP2000. De ambitieuze VLD met Veerle Nachtegaele als lijsttrekster werd naar de oppositie verwezen. Zij wonnen nochtans één zetel en kwamen zo aan 8 van de 17 zitjes. Meer nog, met acht stemmen meer hadden ze een absolute meerderheid behaald. De partij WP 2000 behield haar 7 zetels, terwijl de SP terugviel van 3 naar 2 zetels.
Er werd een coalitie W.P.ZOOO en SP gevormd die 9 van de 17 zetels bezat.
Het gemeentebestuur op datum 2000:
- Johan Delmulle, W.P.ZOOO, burgemeester
- Albert Moerman, SP, eerste schepen
- Nicole Verstraeten, W.P.ZOOO, tweede schepen
- Daniel Parmentier, SP, derde schepen
- Dirk Lelieur, W.P.ZOOO, vierde schepen

#### Verkiezingen 8 oktober 2006
Specifiek aan de verkiezingen van 8 oktober 2006 was de afscheuring van CD&V van de lijst WP2000. Hierdoor kwamen er voor het eerst 4 partijen op bij de gemeenteverkiezingen.
Er werd een coalitie VLD en CD&V gevormd. Maar er werd klacht ingediend door WP2000 voor verkiezingsfraude en klacht met burgerlijke partijstelling voor vermeende schriftvervalsing door Veerle Nachtegaele. De verkiezingen werden eerst goedgekeurd door de verkiezingscommissie maar later in beroep vernietigd door de Raad van State. Daardoor moest Wortegem-Petegem samen met Wetteren opnieuw naar de stembus.

#### Verkiezingen 22 april 2007
Open Vld (voorheen VLD) behaalde de absolute meerderheid: 9 zetels op de 17 zetels. Dit kwam door de polarisering rond de persoon van Veerle Nachtegaele.
Coalitie Open Vld en CD&V heeft 11 van de 17 zetels. Veerle Nachtegaele werd voorgedragen als burgemeester op 7 mei 2007 maar de benoeming werd geweigerd door een onthoudend advies van de procureur-generaal “Deze kon geen beredeneerd advies verstrekken omtrent de eventuele strafrechtelijke feiten die zouden zijn gepleegd in verband met schriftvervalsing door mevrouw Nachtegaele”. (citaat uit het Min. Besluit van Marino Keulen dd 22.06.2007). Voorlopig werd dan maar Luc Vander Meeren voorgedragen als Burgemeester tot de rechtszaak uitgeklaard is.
Het gemeentebestuur op datum 2007:
- Luc Vander Meeren, Open Vld, burgemeester
- Veerle Nachtegaele, Vivant-Open Vld, eerste schepen
- Nicole Van Der Straeten, CD&V, tweede schepen
- André Speleers, Open Vld, derde schepen
- Frank Cnudde, Open Vld, vierde schepen
- Kurt Fonteyne, Open Vld, vijfde schepen en voorzitter OCMW

#### Verkiezingen 14 oktober 2012
In de peilingen voorafgaand aan de verkiezingen van 2012 werd Wortegem-Petegem ingekleurd als een van de 32 gemeenten waar de N-VA een redelijke kans zou maken om de grootste partij te worden. De voormalige WP2000 lijst van Johan Delmulle kwam op onder de vlag van de N-VA. Twee weken voor de verkiezingen verscheen een artikel in de krant dat de klacht aan het adres van Veerle Nachtegaele en Kurt Fonteyne - nadat het dossier 5 jaar heeft stilgelegen - uiteindelijk doorverwezen wordt naar de correctionele rechtbank. Veerle Nachtegaele reageerde met een brief aan de bevolking waarin ze benadrukte dat dit 'toevallig' twee weken voor de verkiezingen in de krant werd geplaatst. Ze stelde ook dat ze nu eindelijk haar kans krijgt om zich voor het gerecht - en niet via de pers of verkiezingspropaganda - te verdedigen na een periode van 5 jaar zwijgen om het onderzoek niet te schaden.
Bij de verkiezingen zelf was het de Open VLD van burgemeester Luc Vander Meeren die als grote overwinnaar uit de stembusslag kwam. Open VLD haalde net als bij de herverkiezingen van 2007 de absolute meerderheid en won zelfs nog een zetel extra in de gemeenteraad. In de week na de verkiezingen werd duidelijk dat CD&V en Open VLD hun coalitie niet verderzetten en de Open VLD met 10 van de 17 zetels alleen zal besturen.
Het schepencollege op 2 januari 2013:
- Luc Vander Meeren, Open VLD, burgemeester
- Veerle Nachtegaele, Open VLD, eerste schepen
- Frank Cnudde, Open VLD, tweede schepen
- Isabelle Van den Dorpe, Open VLD, derde schepen
- Willy Dhondt, Open VLD, vierde schepen
- Kurt Fonteyne, Open VLD, vijfde schepen en voorzitter OCMW

Op 26 juni 2014 deed Frank Cnudde wegens beroepsredenen afstand van zijn mandaat, en liet zich in het schepencollege vervangen door Maarten Van Tieghem, die als 25-jarige zo de jongste schepen ooit in Wortegem-Petegem werd. De bevoegdheden van Frank Cnudde werden integraal aan hem overgedragen.
Het schepencollege vanaf 26 juni 2014: 
- Luc Vander Meeren, Open VLD, burgemeester
- Veerle Nachtegaele, Open VLD, eerste schepen
- Isabelle Van den Dorpe, Open VLD, tweede schepen
- Willy Dhondt, Open VLD, derde schepen
- Maarten Van Tieghem, Open VLD, vierde schepen
- Kurt Fonteyne, Open VLD, vijfde schepen en voorzitter OCMW

#### Verkiezingen 14 oktober 2018
Niets of niemand leek burgemeester Luc Vander Meeren (Open VLD) iets in de weg te kunnen leggen om zichzelf op te volgen en dat bleek ook na 14 oktober 2018. Vander Meeren leidt de landelijke gemeente al ruim 10 jaar en wou daar graag nog eens zes jaar bij doen. De liberalen stonden in Wortegem-Petegem reeds ijzersterk. De partij haalde in 2012 nog een absolute meerderheid van 10 op de 17 zetels (50,6 procent) en boekte ook na 12 jaar bestuursdeelname opnieuw winst. Met een absolute meerderheid van 52,6 procent en de daaraan verbonden 11 van de 17 zetels in de gemeenteraad, zette Open VLD in Wortegem-Petegem een historisch resultaat neer. 
De grootste uitdager was N-VA-WP2000, met kopman Johan Delmulle, die na 12 jaar afwezigheid zijn comeback maakte. De partij werd zes jaar geleden de tweede grootste politieke familie (25,6 procent) en haalde toen 5 zetels. N-VA/WP2000 wilde in kartel met CD&V (15,7 procent of 2 zetels) naar de kiezer trekken om het Open VLD moeilijk te maken, maar dat voorstel sprong af. Interne strubbelingen bij CD&V waren daar niet vreemd aan. CD&V-boegbeeld en ex-schepen Nicole Van der Straeten, die zich in 2006 nog afscheurde van WP2000 en met een CD&V-lijst startte, liet diezelfde CD&V nu achter en keerde terug naar N-VA/WP2000. Ook WP2000 schepen Dirk Lelieur maakte zijn politieke rentrée. Veel mocht het allemaal niet baten, want de partij zette de neerwaartse spiraal verder en verloor nog een zetel waardoor ze nu nog 4 verkozenen overhoudt in de gemeenteraad. 
CD&V ging dus alleen naar de stembusgang, met Leen Baert als lijsttrekker en uittredend gemeenteraadslid Pascal Van Merhaeghe als lijstduwer. Naast het vertrek van ex-schepen Nicole Van der Straeten naar N-VA/WP2000, verliet ook Filip De Moor CD&V voor een plaats als onafhankelijke op de lijst bij sp.a./onafhankelijken. De partij tekende een verlies op van ruim 4 procent en verloor daarmee hun tweede zetel in de gemeenteraad. Een dieptepunt voor de christendemocraten.
Sp.a/onafhankelijken ten slotte kon zes jaar geleden geen zetel binnenhalen (8 procent). Lijsttrekker Nico De Wulf moest de socialisten opnieuw in de gemeenteraad krijgen, en slaagde daar ook in. Met onder andere cafébazin Magda Desmet als opvallende nummer 2 op de lijst, boekte sp.a/onafhankelijken 2,5 procent winst en herovert de partij na 6 jaar afwezigheid zo haar zitje in de gemeenteraad. 
Het schepencollege vanaf 3 januari 2019:
- Luc Vander Meeren, Open VLD, burgemeester
- Veerle Nachtegaele, Open VLD, eerste schepen
- Maarten Van Tieghem, Open VLD, tweede schepen
- Isabelle Van den Dorpe, Open VLD, derde schepen
- Kurt Fonteyne, Open VLD, vierde schepen en voorzitter Bijzonder Comité voor de Sociale Dienst

#### Verkiezingen 13 oktober 2024
Bij de verkiezingen van 13 oktober 2024 was burgemeester Luc Vander Meeren opnieuw kandidaat om zichzelf op te volgen in Wortegem-Petegem. Zijn partij Open Vld kwam ditmaal op onder de naam Team Burgemeester. In vergelijking met 2018 gingen de liberalen er bijna twee procentpunt op vooruit, van 52,6 naar 54,5 procent. Daarmee veroverde de lijst tien van de 17 zetels in de gemeenteraad, evenwel een minder dan zes jaar eerder. 
Aan oppositiezijde sloten N-VA en CD&V een kartel, N-VA Samen CD&V. De lijst werd getrokken door Marleen Van De Populiere, voor N-VA OCMW-raadslid in Wortegem-Petegem en provincieraadslid van Oost-Vlaanderen. Het kartel behaalde 32,1 procent, goed voor zes zetels in de gemeenteraad, een meer dan beide partijen samen in 2018 hadden bemachtigd. De socialisten van Vooruit, opnieuw aangevoerd door Nico De Wulf, boekten bijna drie procentpunten winst en sprongen naar 13,4 procent, waarmee ze hun ene zetel in de gemeenteraad behielden.
Het schepencollege van Wortegem-Petegem vanaf 5 december 2024:
- Luc Vander Meeren, Team Burgemeester, burgemeester
- Maarten Van Tieghem, Team Burgemeester, eerste schepen
- Isabelle Van den Dorpe, Team Burgemeester, tweede schepen
- Koen Desloover, Team Burgemeester, derde schepen
- Kurt Fonteyne, Team Burgemeester, vierde schepen en voorzitter Bijzonder Comité voor de Sociale Dienst

## Bekende inwoners
- Mario De Clercq, wielrenner, 3-voudig Wereldkampioen veldrijden
- Johan Delmulle, ex-burgemeester en advocaat
- Daniël Delmulle, ere-burgemeester en oprichter Danilith
- Veerle Nachtegaele, huisarts, schepen
- Willy Naessens, ondernemer
- Luc Vander Meeren, burgemeester
- Hector Plancquaert, schrijver en Daensist.
- Adolf D'Hulst, orgelcomponist en toondichter
- Tim Merlier, wielrenner, Belgisch kampioen op de weg

## Partnersteden
- Moringhem (Frankrijk)
- Elsenheim (Frankrijk)
- Velddrif (Bergrivier) (Zuid-Afrika)